# Грин (округ, Виргиния)
Округ Грин (англ. Greene County) располагается в США, штате Виргиния. По состоянию на 2010 год, численность населения составляла 18 403 человек. Столицей округа является город Станардсвилл. Получил своё название в честь американского генерала Натаниэля Грина.

## География

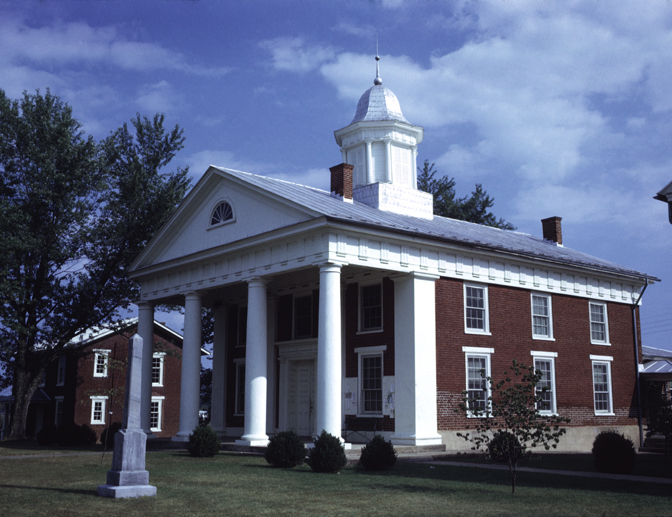
Здание окружного суда, построенное в 1838 году в столице округа Грин

По данным Бюро переписи США, общая площадь округа равняется 407 км², из которых 404 км² суша и 2 км² или 0,4% это водоёмы. В окружном центре Станардсвилл средняя температура июля составляет 18,9 °С со средним максимумом 24,1 °С, средняя температура января — −3,4 °С со средним минимумом −8,4 °С.

### Соседние округа
- Рокингхем (Виргиния) — запад
- Пейдж (Виргиния) — северо-запад
- Мадисон (Виргиния) — северо-восток
- Ориндж (Виргиния) — юго-восток
- Албемарл (Виргиния) — юг

## Демография
По данным переписи населения 2010 года в округе проживает 18 403 жителей в составе 6 780 домашних хозяйств и 5 072 семей. Плотность населения составляет 38 человек на км². На территории округа насчитывается 7 509 жилых строений, при плотности застройки 15 строений на км². Расовый состав населения: белые — 87,6 %, афроамериканцы — 6,3 %, коренные американцы (индейцы) — 0,19 %, азиаты — 0,45 %, гавайцы — 0,02 %, представители других рас — 0,64 %, представители двух или более рас — 2,2 %. Испаноязычные составляли 4,2 % населения.
В составе 32,20 % из общего числа домашних хозяйств проживают дети в возрасте до 18 лет, 59,0 % домашних хозяйств представляют собой супружеские пары проживающие вместе, 11,1 % домашних хозяйств представляют собой одиноких женщин без супруга, 25,20 % домашних хозяйств не имеют отношения к семьям, 20,1 % домашних хозяйств состоят из одного человека, 6,6 % домашних хозяйств состоят из престарелых (65 лет и старше), проживающих в одиночестве. Средний размер домашнего хозяйства составляет 2,69 человека, и средний размер семьи 3,08 человека. Средний возраст населения 59,3 года.
Средний доход на домохозяйство в округе составлял 54 307 USD, на семью — 60 414 USD. Доход на душу населения составлял 24 696 USD. Около 4,90 % семей и 8,40 % общего населения находились ниже черты бедности, в том числе — 8,60 % молодежи (тех кому ещё не исполнилось 18 лет) и 11,80 % тех кому было уже больше 65 лет.